# Кадака (Рапламаа)
Ка́дака (эст. Kadaka) — деревня в волости Кохила уезда Рапламаа, Эстония.

## География и описание
Расположена в 3 километрах к югу от волостного центра — посёлка Кохила. Высота над уровнем моря — 69 метров.
Официальный язык — эстонский. Почтовый индекс — 79811.

## Население
По данным переписи населения 2011 года, в деревне проживали 24 человека, из них 23 (95,8 %) — эстонцы.
По данным переписи населения 2021 года, в деревне насчитывалось 25 жителей, из них 24 (96,0 %) — эстонцы.
Численность населения деревни Кадака:
| Год  | 1959 | 1970 | 2000 | 2011 | 2017 | 2018 | 2019 | 2020 | 2021 |
| ---- | ---- | ---- | ---- | ---- | ---- | ---- | ---- | ---- | ---- |
| Чел. | 39   | ↘ 32 | ↘ 25 | ↘ 24 | ↘ 23 | ↘ 21 | 21   | ↗ 24 | ↗ 25 |

## История
В письменных источниках примерно 1900 года упоминается Кадака, 1913 года — Kaddak.
Деревня окончательно сформировалась к концу XIX века и получила своё название по одноимённому хутору. По названию одного из других входящих в неё хуторов деревню называли также Арака (эст. Araka, 1922 год). В 1977–1998 годах Кадака была частью деревни Аанду.